# Mortal Kombat X
Mortal Kombat X (X là chữ x, không phải số 10 La Mã) là phần thứ 10 trong sê-ri game đối kháng Mortal Kombat của NetherRealm Studios, do Warner Bros. Interactive Entertainment phát hành. Đây là phần tiếp theo của Mortal Kombat năm 2011. Game ra mắt ngày 14/4/2015 trên các hệ máy Microsoft Windows, PlayStation 4 và Xbox One. Cùng với đó, NetherRealm cũng ra mắt phiên bản MKX trên điện thoại (hệ iOS và Android).

## Cốt truyện
Hai năm sau cái chết của hoàng đế Outworld Shao Kahn, vị thần tha hóa Shinnok mang quân xâm lược Earthrealm, trong binh đoàn của lão ta có cả những chiến binh phe thiện đã chết được Quan Chi hồi sinh và trở thành các Cương thi quỷ dữ. Johnny Cage, Sonya và Kenshi đến ngôi Đền Trời của Raiden để giải cứu ông khỏi Shinnok, nhưng Sonya bị thương nặng. Chứng kiến người mình yêu thập tử nhất sinh, Johnny vô tình bộc phát ra thứ năng lượng nguyên thủy giúp anh đánh bại Shinnok, hỗ trợ Raiden nhốt lão ta vào chính cái bùa hộ mệnh của lão.
Sau hai mươi năm, Johnny Cage tập trung một đội quân trẻ tuổi bao gồm Cassie Cage, con anh, Takeda con trai của Kenshi, con gái Jax là Jacqui và Kung Jin, em họ (cũng có thể là cháu) của Kung Lao. Nhiệm vụ đầu tiên của họ là "điều tra" Sub-Zero nhưng thực chất đó là một bài test thử của Johnny dàn dựng. Sau đó, Sonya, lúc này đã là Đại tướng ra lệnh cho họ đi đến Outworld để điều tra về vụ mất cắp chiếc mề đay của Shinnok, thứ khiến cho cả một khu dân cư bị cháy rụi và người dân phải tị nạn đến Earthrealm. Kotal Kahn, lúc này là hoàng đế của Outworld, đụng độ với "con gái" Shao Kahn là Mileena. Ả không phải đối thủ của anh và để tẩu thoát, Mileena dùng chiếc mề đay và nhờ Rain dùng sức mạnh nước của mình dịch chuyển tức thời đến nơi an toàn. Trong lúc đó, ở Earthrealm Sonya có một mâu thuẫn nhỏ với Johnny Cage khiến cô nhớ lại nhiều năm về trước, khi cô đã từng cứu Johnny khỏi cơn thập tử nhất sinh và khiến cho Jax, Scorpion và Sub-Zero được hồi sinh dưới dạng người nhờ việc đánh bại Quan Chi. Sonya phát hiện ra rằng Kano đang làm việc cho Mileena và trà trộn vào người dân tị nạn, cô đánh hắn và tra ra tung tích của Mileena. Nhóm của Cassie nhờ một cận thần mang hình dạng côn trùng của Kotal là D'Vorah đột nhập vào hang ổ của Mileena và tóm gọn ả. Kotal xử tử Mileena nhưng sau đó thấy tình thế không có lợi nên đã giữ lấy cái mề đay cho riêng mình và bắt bỏ tù nhóm của Cassie. Nhưng D'Vorah lại chính là gián điệp của Quan Chi, ả ta lấy trộm cái mề đay rồi mang đến chỗ của Quan Chi lúc này đã bị Jax bắt giữ ở Earthrealm. Scorpion, lúc này đã gây dựng lại Shirai Ryu và kết giao hòa hữu với Lin Kuei của Sub-Zero, đột nhập vào trụ sở Lực Lượng Đặc Nhiệm và giết chết Quan Chi để trả thù. Nhưng trước khi đầu hắn kịp lìa khỏi cổ, D'Vorah đã kịp ném tấm mề đay cho Quan Chi và Shinnok hồi sinh, đánh bại lính đặc nhiệm và bắt cóc Johnny Cage. Nhóm Cassie trốn thoát thành công nhờ vào thuật thần giao cách cảm của Takeda, vì thế Kotal lại càng nghi ngờ rằng D'Vorah cấu kết với bọn Earthrealm chống lại Outworld. Ông ta đuổi theo nhóm của Cassie và định giết họ, nhưng hội Lin Kuei đến kịp thời để đẩy lùi quân của Kotal về căn cứ. Về phía Shinnok, hắn đã tấn công Đền trời thành công và lấy Jinsei để khiến hắn trở thành Quỷ Tối Thượng, toan giết chết Johnny vì nỗi nhục bị anh đánh xưa kia. Nhưng Cassie Cage nhanh chân đã thâm nhập được vào Đền Trời và nhờ sức mạnh cha truyền con nối, cô đánh bại Shinnok một cách dễ dàng. Raiden phải tự đi vào trong Jinsei, lúc này đã bị vấy bẩn bởi ma thuật của Shinnok để thanh tẩy nó, nhưng chính hành động này khiến tính cách của ông trở nên nóng nảy và cực đoan. Vì thế sau khi Liu Kang và Kitana phiên bản cương thi lên nắm quyền thống trị Netherrealm, ông đã chặt đầu Shinnok và đe dọa họ rằng "có những số phận còn tệ hơn cái chết"